# Salso (Imera Meridionale)
Der Salso ist ein Fluss auf Sizilien. Er entspringt in den auf dem nördlichen Teil der Insel gelegenen Madonie in der Nähe der Ortschaft Petralia Soprana südöstlich des Monte San Salvatore, etwa 50 Kilometer östlich der Quelle des Imera Meridionale, und fließt nach 29 km mit diesem zusammen.
Auch wenn die offizielle Bezeichnung nach der Vereinigung der beiden Flüsse Imera Meridonale ist, wird der vereinigte Fluss oft ebenfalls als Salso bezeichnet. 